# Danny Wintjens
Danny Wintjens est un footballeur néerlandais né le 30 septembre 1983 à Maastricht.

## Palmarès
VVV Venlo
- Eerste divisie (D2)
  - Champion (1) : 2009